# La Chapelle (Seine)
Vous lisez un « article de qualité » labellisé en 2015.
Pour les articles homonymes, voir La Chapelle.
La Chapelle est une ancienne commune de l'ancien département de la Seine qui a existé de 1790 à 1860 avant son incorporation au territoire de la ville de Paris. Elle s'est appelée « La Chapelle-Franciade » sous la Révolution. Elle est parfois nommée « La Chapelle-Saint-Denis » ou « La Chapelle-Sainte-Geneviève ».

Limites de la commune de La Chapelle appliquées au plan de 2015.

Le village de La Chapelle se développe sur un col naturel entre les collines de Montmartre et de Belleville, sur l'antique route reliant Lutèce au nord, à l'endroit où sainte Geneviève décide de faire édifier un oratoire en l'honneur de saint Denis. Il voit, durant des siècles, passer les cortèges des rois de France partant guerroyer dans les pays du nord ou, plus tard, allant se faire inhumer à l'abbaye de Saint-Denis, ainsi que ceux des monarques du nord faisant leur entrée dans Paris, en paix comme en guerre. L'activité commerciale et artisanale de la bourgade se tourne ainsi vers les métiers liés à cette voie de passage fréquentée : aubergistes, rouliers ou maréchaux-ferrants. Mais, au-delà de la route, les champs et les plaines fournissent la capitale en fruits et légumes, en blé et avoine et, par les quelques vignes de la Goutte d'Or ou de terres propices, en un vin qui donne son nom à ce hameau situé au sud-ouest, hors de la paroisse de La Chapelle. Plusieurs marchés et foires s'y sont succédé et lui ont donné sa notoriété, dont la célèbre foire du Lendit ou le marché aux bestiaux.
Le bailliage de La Chapelle, dépendant de Saint-Denis, administre la seigneurie du Moyen Âge jusqu'à la Révolution, avec droit de justice, de police et de levée de la dîme. Souvent dévasté par les fréquents assauts contre Paris, tant sous les guerres de religion que lors de la Fronde, le village est, en 1429, le point de départ d'où Jeanne d'Arc tente en vain de délivrer Paris. Ses guinguettes lui donnent, dès le XVIIe siècle, un nouvel attrait.
En 1790, la Convention annexe à la paroisse l'écart de la Goutte d'Or et le faubourg de Gloire pour former la commune de La Chapelle. S'y déroule en janvier 1791 le dit Massacre de La Chapelle qui fait grand bruit à Paris.
Durant la première moitié du XIXe siècle, la mutation urbaine s'opère, avec l'arrivée massive d'une population venue travailler à Paris mais trop pauvre pour s'y loger. Les champs sont rapidement remplacés par l'emprise des nouveaux chemins de fer du Nord et de l'Est, construits de 1843 à 1846, et des ateliers et dépôts correspondants.
Le gouvernement n'ayant pu maîtriser la croissance spontanée de l'agglomération parisienne, le baron Haussmann propose l'absorption des communes périphériques de la capitale et La Chapelle est, pour une grande part, intégrée au nouveau 18e arrondissement de Paris créé en 1860, le nord étant réparti entre Saint-Denis, Saint-Ouen et Aubervilliers, marquant la fin de toute vie municipale autonome et la disparition du village en tant que tel.

## Situation géographique

### Paroisse
Le village de la Chapelle-Saint-Denis se concentre, dès le début du XIVe siècle, autour et au sud de l'église Saint-Denys. Ses limites approximatives sont :
- au nord, la chaussée de Montmartre (aujourd'hui rue Marcadet), le chemin de la Tournelle (aujourd'hui rue Riquet) et le quartier autour de l'église ;
- à l'est, le chemin des Vertus (aujourd'hui rue d'Aubervilliers) ;
- au sud, une ligne rejoignant le chemin du Bailly (aujourd'hui le boulevard Barbès), en laissant le quartier de la Goutte-d'Or ;
- à l'ouest, le chemin de la Marée (aujourd'hui rue des Poissonniers).

### Commune
La commune de La Chapelle a pour voisines Montmartre, Saint-Ouen, Saint-Denis, Aubervilliers, La Villette et deux des douze arrondissements urbains de Paris :
- l'ancien 3e arrondissement de Paris (quartier du Faubourg-Poissonnière) ;
- l'ancien 5e arrondissement de Paris (quartier du Faubourg-Saint-Denis).

Elle est délimitée :
- à l'ouest par la rue des Poissonniers qui la sépare de la commune de Montmartre ;
- à l'est par la rue d'Aubervilliers qui la sépare de la commune de La Villette ;
- au nord par le chemin de la Procession et les anciennes limites communales avec les communes de Saint-Denis et d'Aubervilliers difficilement identifiables aujourd'hui du fait du développement des infrastructures ferroviaires et industrielles dans le secteur de la Plaine Saint-Denis ;
- au sud par le boulevard de la Chapelle, alors mur des Fermiers généraux, dont les communications avec Paris s'effectuent par les barrières Poissonnière, Saint-Denis[note 1] et des Vertus[c 1].

Lors de son édification, l'enceinte de Thiers a partagé la commune de La Chapelle du bastion no 32 au bastion no 34.

## Toponymie
Ce qui était probablement, à l'origine, un simple oratoire dédié à saint Denis depuis le Ve siècle fut transformé en chapelle et le village prit alors le nom de Chapelle Sainte-Geneviève (Capella S Genovesae d'après le Pouillé de Paris du XIIIe siècle). Se trouvant au centre d'une seigneurie dépendant de l'abbaye Saint-Denis, on donna aussi au village le nom de Chapelle Saint-Denis, les deux vocables se côtoyant indifféremment jusqu'au XVIIe siècle,,. Dans un document de 1351, on lit la Chapelle-Saint-Denis-en-Eudon et au XVe siècle la Chapelle Ostran.
Après que la municipalité eut demandé à s'appeler La Réunion, voire La Réunion-Franciade, le village fut finalement rebaptisé Chapelle-Franciade en 1794,. La commune reprit rapidement le nom de La Chapelle.

## Historique

### Antiquité et haut Moyen Âge
Cette petite bourgade s'est développée sur un site de cols entre les collines de Montmartre et de Belleville appelé pasellus Sancti Martini, puis Pas-de-la-Chapelle,,.
Large de 500 mètres pour une altitude d'environ 53 mètres, le col de La Chapelle était le chemin le plus facile entre les plaines beauceronne et picarde,. Il fut un lieu de passage important dès l'Antiquité. La voie, connue plus tard sous le nom de l'Estrée, est mentionnée dans la Table de Peutinger et l'Itinéraire d'Antonin. Cette route suivait l'axe des actuelles rues Marx-Dormoy et de la Chapelle,. Le village se trouvait au croisement de cette route avec l'ancienne route de l'étain qui reliait la Manche et la mer du Nord à la vallée du Rhône (actuelle rue Philippe-de-Girard), sans passer par Lutèce. Au nord, la plaine entre le Pas-de-la-Chapelle et Saint-Denis (actuelle Plaine Saint-Denis) était un important centre cultuel gaulois et les druides y tenaient leurs assises à chaque solstice d'été autour d'un tumulus considéré comme la tombe de l'ancêtre des Gaulois,. Elle prit le nom de Endit, puis, par agglutination de l’article, Lendit. Les assemblées gauloises mentionnées par Jules César continuèrent à se réunir sous la domination romaine. Après César, qui choisit précisément ce lieu sacré pour affirmer sa domination sur les tribus gauloises, plusieurs empereurs comprirent la portée symbolique de ce sanctuaire : ainsi, Constantin s'y rendit, convaincu d'avoir été investi d'une mission divine par Apollon, et Julien s'y fit proclamer Auguste,. Ces rassemblements de culte étaient également un rendez-vous commercial. Ils se perpétuèrent ensuite pour devenir la foire du Lendit, foire de renommée internationale qui se tenait le long de l'Estrée.
Dès l'époque romaine, il existait vraisemblablement un petit village sur le col de La Chapelle, entre les collines boisées de Montmartre et de Belleville, à proximité d'un temple dédié à Bacchus. Si l'on n'a pas retrouvé de vestiges archéologiques, il existe néanmoins des documents du IXe siècle qui mentionnent les ruines d'un édifice romain qui aurait porté le nom de « prison de Glaucin »,. Selon Hilduin, abbé de Saint-Denis, le saint y aurait été enfermé avant son martyre.

#### La chapelle de sainte Geneviève

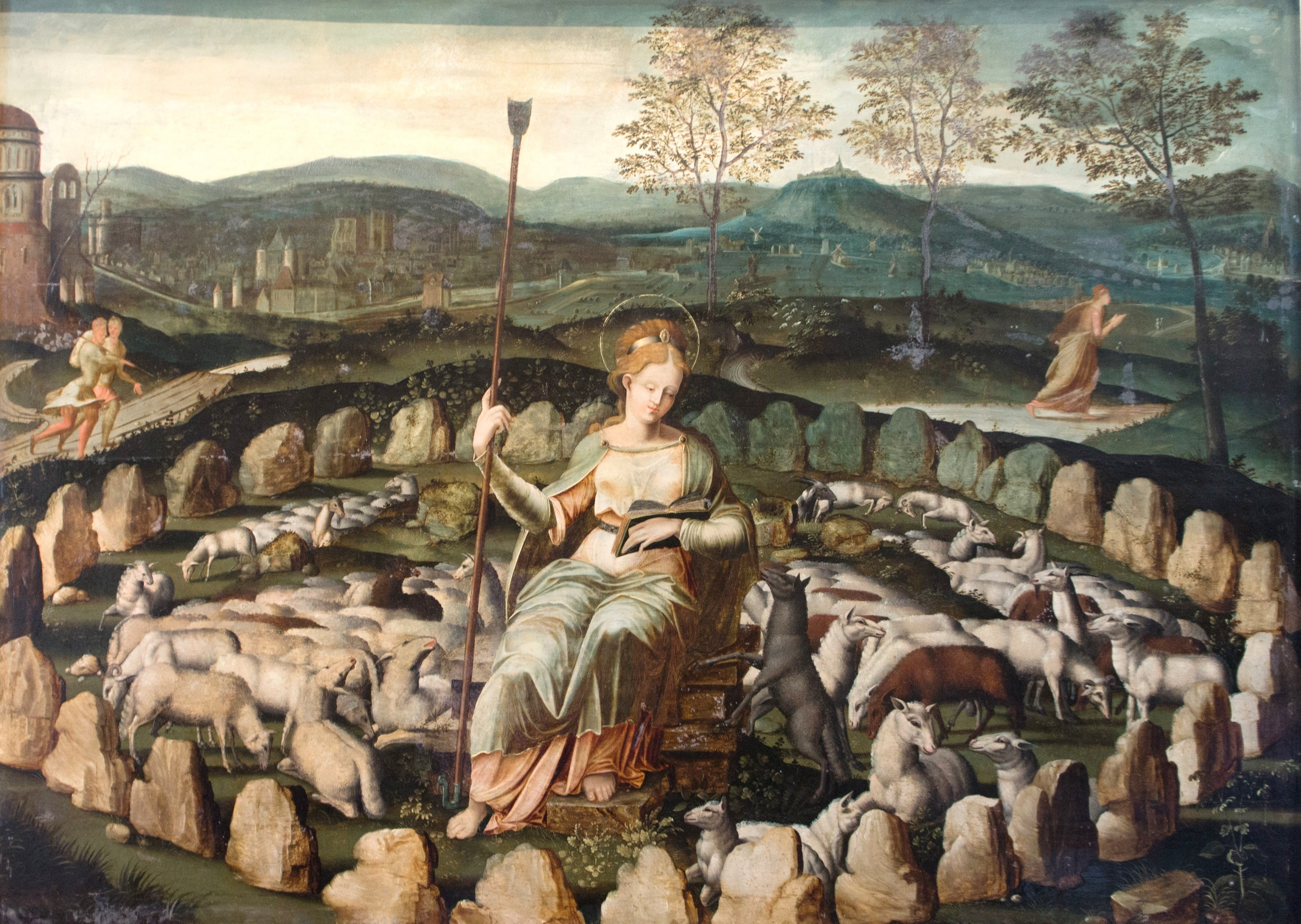
Sainte Geneviève au Lendit, peinture anonyme du XVIe siècle.
Assise au centre d'un cromlech avec sa brebis noire divinatoire à sa gauche, elle est représentée en bergère.

Vers 475, sainte Geneviève aurait fait transférer le cercueil de saint Denis afin de lui édifier une sépulture,. Malgré les réticences du clergé parisien à construire une église hors des murs, elle réussit à convaincre des prêtres,, en particulier un certain Genesius qui engagea l'édification de la basilique sur le modèle d'une église à plan basilical, à sable et à chaux, avec nef et bas-côtés séparés par une double rangée de colonnes, avec une structure vraisemblablement de bois sur des assises de maçonnerie. Les tombes des trois martyrs, Denis, Rustique et Éleuthère,, étaient situées derrière l'autel, lequel fut richement décoré au VIe siècle d'une étoffe de soie, d'or et de pierreries. La première basilique élevée par Geneviève sur la sépulture de saint Denis, près du lieu de son martyre, aurait également eu pour but d'exorciser par un culte chrétien le paganisme de l'endroit.
Le village se développa autour de l'église dès le VIe siècle. Les parisiens organisaient de grandes processions vers La Chapelle, en particulier à l'occasion des Rogations. Le tombeau avait une grande réputation : s'y accomplissaient des miracles et l'on venait s'y purger d'une accusation. En 583, on y enterra Dagobert, fils de Chilpéric Ier et Frédégonde, mort en bas âge, ce qui constitue la seule sépulture princière connue de ce lieu.

#### Développement cultuel et commercial
Comme à l'époque pré-chrétienne, le lieu de culte polarisait un espace commercial. Un marché se tenait au lieu-dit Marcadus, qui a donné son nom à la rue Marcadet,. L'activité du village autour de l'église était liée aux pèlerinages : on y cultivait des roses pour en faire des chapelets mais aussi de la vigne. Clotaire II et son fils Dagobert avaient une dévotion particulière envers le saint, qu'une légende du IXe siècle explique par le miracle du cerf qui, lors d'une chasse, protégea l'animal réfugié dans l'église de La Chapelle, et le songe de Dagobert, qui empêcha le jeune prince de faire l'objet de réprimandes tandis qu'il s'était endormi dans la chapelle,. Vers les années 620–630, les reliques furent transférées à l'abbaye royale de Saint-Denis. Selon les sources, on l'attribue au roi Clothaire le 22 avril 627 ou à Dagobert Ier le 22 avril 636,,. Les abbés, en construisant dès le IXe siècle la légende de saint Denis selon laquelle il aurait porté sa tête jusqu'au bourg de Saint-Denis, cherchèrent à faire oublier l'emplacement de la tombe originelle du martyr et la petite église de sainte Geneviève,,. Les objets précieux qui décoraient richement la chapelle, offerts par les rois et les particuliers, furent même déplacés à Saint-Denis. On soutint aussi, pour parfaire cette nouvelle légende, que l'édifice, devenu une « misérable petite bâtisse », édifié avec peine par sainte Geneviève, n'avait été en fait qu'une étape où elle s'arrêtait lorsqu'elle se rendait en prière à Saint-Denis.
Mais la prospérité du village était assurée par la foire du Lendit qui perdura, l'église restant, malgré l'absence de dévotion aux reliques, un point de ralliement des marchands. Une autre foire, dite « de Saint-Denis » se tenait à proximité de l'église du Pas-de-La-Chapelle au mois d'octobre, lors de la fête anniversaire de la mort du saint. Les abbés de Saint-Denis réussirent cependant, grâce à un faux écrit émanant prétendument de Dagobert, à obtenir un jugement de Pépin le Bref en 759 favorable au transfert de cette foire à l'intérieur des remparts de la ville de Saint-Denis, dans une halle de pierre édifiée à cet effet. La Chapelle fut plusieurs fois pillée, ravagée et incendiée par les Normands au IXe siècle, puis, au siècle suivant, selon la chronique de Flodoard, dévastée par la mesnie Hellequin, terrible armée de démons et de revenants, qui jetèrent des blocs de pierre sur l'église de La Chapelle.
La route de Paris à l'abbaye royale accueillit pendant des siècles des processions : les monarques du Nord qui se rendaient à la capitale ou les rois de France, à l'occasion de leur couronnement ou de leur inhumation. Sa fréquentation augmenta à la fin du IXe siècle lorsque fut construit le nouveau Grand Pont, premier pont fortifié qui constitua durant plusieurs siècles la seule traversée du grand bras de la Seine et qui permit de protéger contre la brutalité des invasions la route entre l'île de la Cité et l'abbaye de Saint-Denis. Elle fit d'ailleurs partie de la croisée de Paris dont Philippe Auguste ordonna le pavage jusqu'à la sortie nord du village. L'ancienne voie romaine en provenance de Lyon, devenue moins fréquentée, devint le chemin des Potences car elle passait par une petite butte (dite des Potences) où était installé le gibet royal, avant son transfert à Montfaucon en 1189.

### Moyen Âge

#### Création de la paroisse
Au XIIe siècle commença l'afflux de pèlerins dont certains, venant du nord-est de l'Europe (Flandres, Allemagne, etc.), se dirigeaient vers Saint-Jacques-de-Compostelle en poursuivant par la rue du Faubourg-Saint-Denis, pour emprunter la via Turonensis. L'essor extraordinaire de la foire du Lendit, qui dépendait de l'autorité parisienne et royale et qui éclipsa peu à peu celle de Saint-Denis, bénéficia au développement de La Chapelle. L'abbé Suger fit approuver par son ami Louis VI un diplôme de 1124, basé sur une prétendue translation de la foire d'Aix-la-Chapelle, où elle aurait été créée par Charlemagne, vers le site de Lendit par Charles le Chauve en 877, afin de garantir à l'abbaye la propriété et les revenus de la foire,. Au sud, entre le village et l'enceinte de Philippe Auguste, les vastes terrains marécageux commencèrent à être asséchés et mis en culture.
En 1229, un abbé de Saint-Denis nommé Odon accorda une charte de franchise aux habitants. Avec l'édification, en 1204, à l'emplacement de l'ancienne chapelle en bois, de l'église Saint-Denys et la création d'une cure, le village devint une paroisse de la seigneurie de Saint-Denis et prit le nom de La Chapelle Saint-Denis,,. La façade fut élevée à la fin du XIIIe siècle et ornée de sculptures qui rappelaient la présence de sainte Geneviève,.

#### Montjoies

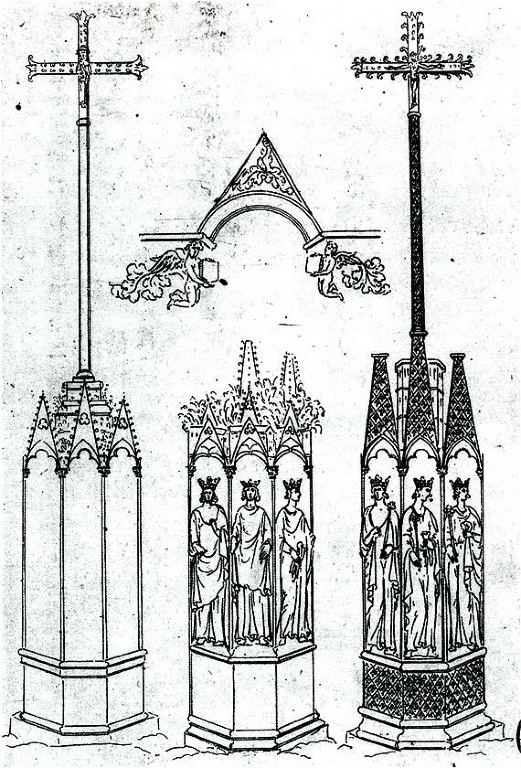
Montjoies de La Chapelle et de Saint-Denis (eau-forte anonyme de la fin du XVIIe siècle).

Le 12 mai 1271, le cortège de Philippe le Hardi portant sur ses épaules les ossements de son père, le roi saint Louis, pour l'inhumation à Saint-Denis, traversa le village,. Une dizaine d'années plus tard, on construisit de grandes croix de pierre aux emplacements des sept stations que fit Philippe le Hardi. Situées aux abords du monticule nommé Montjoie qui est supposé avoir été le lieu du martyre de saint Denis, ces croix prirent à leur tour le nom de montjoies. Avec une base en forme de pyramide sur de grands soubassements à plusieurs marches, elles étaient de forme hexagonale et comportaient une colonnade à jour surmontée d'arcades en mitre avec, du côté de la route, trois niches contenant de grandes statues de roi et, du côté opposé, trois niches aveugles. Elles furent démantelées en septembre et octobre 1793 surtout en raison de ce qu'elles étaient ornées de nombreuses fleurs de lys. Sur le parcours existaient aussi des croix ordinaires dont six subsistaient en 1704 mais qui ont aujourd'hui toutes disparu ; parmi elles, la Croix penchée était ainsi nommée en raison d'un miracle qui se serait produit en 1274 lorsque la Croix aux fins s'inclina devant un calice contenant une hostie, provenant d'un ciboire dérobé en l'église Saint-Gervais, cachée à ses pieds par le voleur,. Cette Crux ad fines marquait la limite entre la juridiction de Paris et celle de Saint-Denis : c'est, par exemple, en ce point que la châsse de Notre-Dame était remise par l'évêque de Paris à un officier de l'abbaye de Saint-Denis lors de la foire du Lendit ou que le clergé parisien remettait aux moines de l'abbaye la dépouille du roi lors de ses funérailles,,.
À partir de 1338, l'église Saint-Denys fut le départ du pèlerinage de Notre-Dame-des-Vertus vers l'église Notre-Dame-des-Vertus d'Aubervilliers. La croix de l'Évangile, située au carrefour des actuelles rue de l'Évangile et rue d'Aubervilliers, marque une étape du parcours.

#### Croisée des chemins
Lors de la Grande Jacquerie, en 1358, les champs et les vignes du village de La Chapelle-Saint-Denis ainsi que le grenier de la foire du Lendit furent dévastés et incendiés par les Anglais et les troupes du roi de Navarre Charles le Mauvais,,, sous la surveillance d'Étienne Marcel depuis le moulin à vent de La Chapelle,. Ces déprédations régulières aboutirent, à la demande des villageois, à une ordonnance de Charles V qui affranchit La Chapelle de l'obligation de logement des troupes et du droit de prise en échange de vingt charrettes de paille.

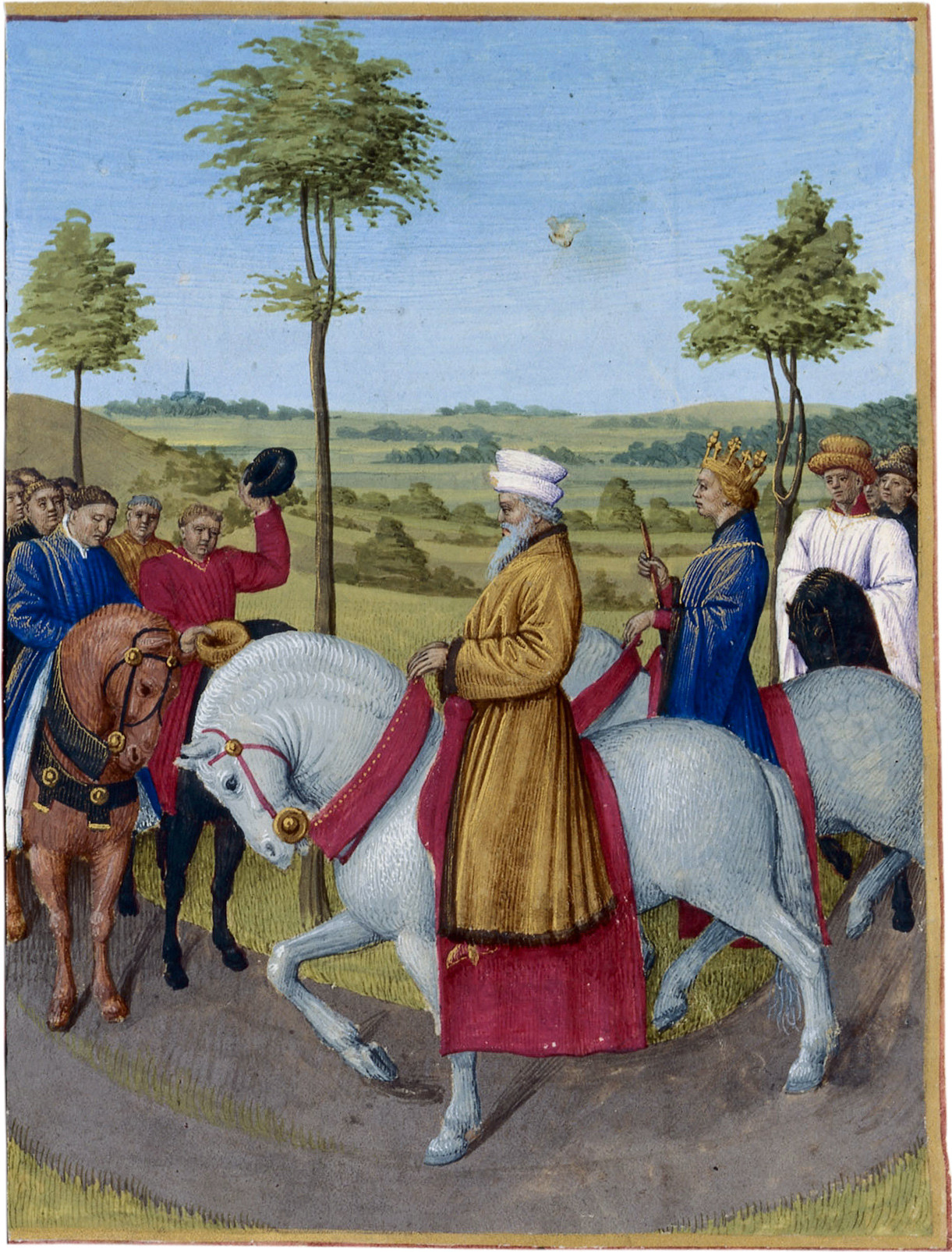
L'arrivée de Charles IV à La Chapelle, Grandes Chroniques de France (f.442v.), enluminées par Jean Fouquet, vers 1455-1460.

Le 4 janvier 1378 eut lieu la rencontre entre Charles V et son oncle, l'empereur germanique Charles IV. Le village fut à nouveau dévasté le 3 octobre 1411 et le 8 juillet 1418 par les Armagnacs, lors de batailles contre les Bourguignons. L'église fut incendiée lors de cette dernière attaque.
En 1427, une troupe de cent vingt bohémiens, supposément venus de Basse-Égypte et affirmant s'être convertis au catholicisme, s'y installa, munie d'une bulle du pape Martin V qui les confiait à la charité ecclésiastique, et y vécut de mendicité et de voyance. Accusés de vols et de sorcellerie, ils furent excommuniés par Jacques du Chastelier, l'évêque de Paris, et sommés de quitter le village,.

#### Jeanne d'Arc

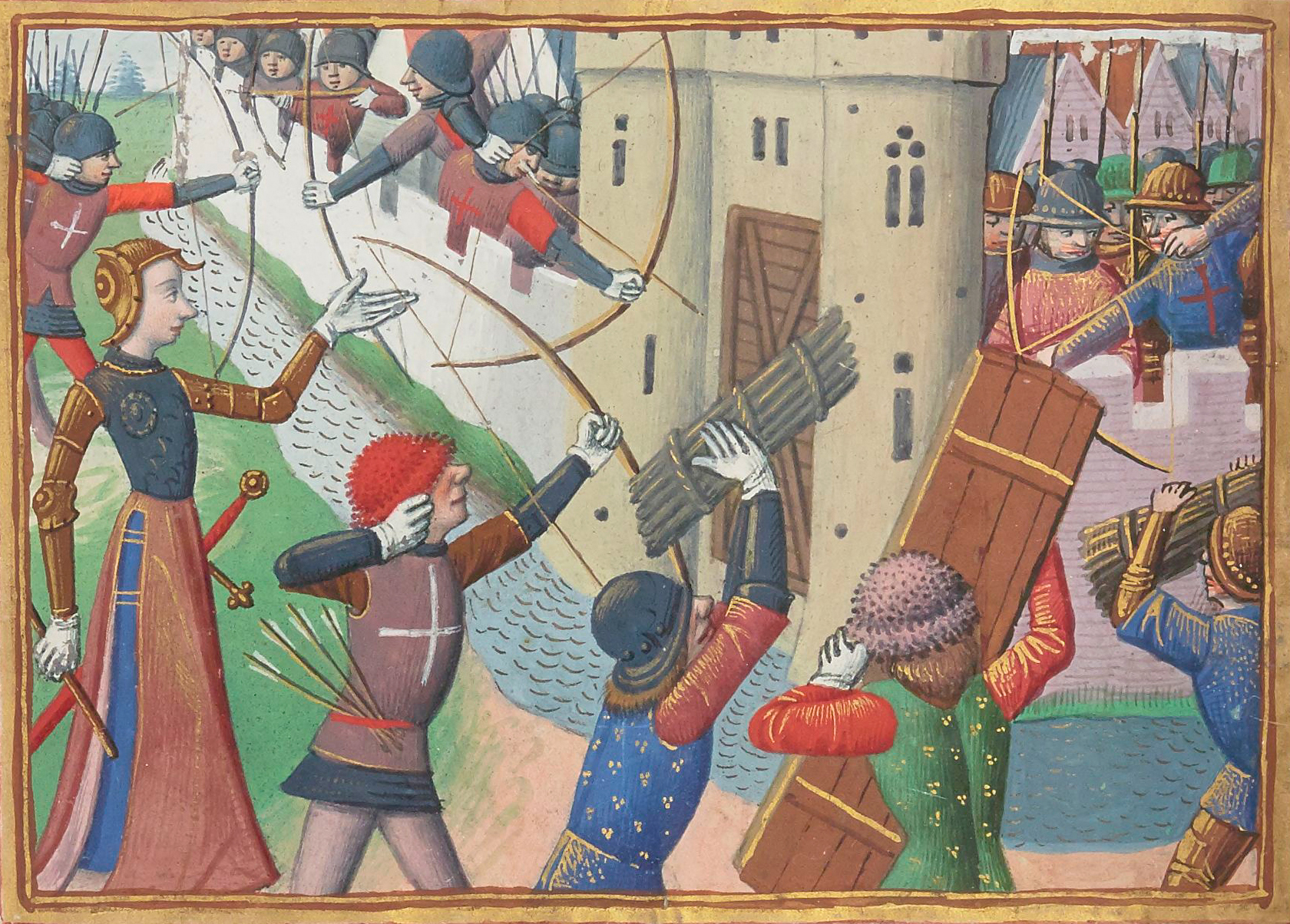
Jeanne d'Arc lors du siège de Paris en 1429. Miniature issue du manuscrit de Martial d'Auvergne, Les Vigiles de Charles VII, vers 1484, BNF.

Après le sacre de Charles VII à Reims en 1429, Jeanne d'Arc se dirigea sur Paris pour délivrer la ville alors aux mains des Anglais. Après la bataille de Montépilloy, le 15 août 1429, les troupes de Charles VII commencèrent le 3 septembre le siège de Paris. Jeanne d'Arc logeait dans le village de La Chapelle avec les ducs d'Alençon et de Bourbon, les comtes de Vendôme et de Laval, les maréchaux Gilles de Rais et Lahire et leurs troupes. Après avoir effectué pendant plusieurs jours des reconnaissances et des escarmouches sur diverses portes de Paris, Jeanne d'Arc pria dans la chapelle Sainte Geneviève avant de donner l'assaut à la capitale. Le jeudi 8 septembre au petit matin, la Pucelle, le duc d'Alençon, les maréchaux Gilles de Rais et Jean de Brosse de Boussac partirent du village pour donner l'assaut à la porte Saint-Honoré. L'attaque échoua, Jeanne, blessée à la cuisse par un vireton d'arbalète, fut ramenée à son logis de La Chapelle. Bien qu'elle eût souhaité reprendre l'attaque de Paris, le roi lui donna ordre de se replier sur l'abbaye de Saint-Denis.
Les années qui suivirent apportèrent une grande insécurité autour de La Chapelle et le brigandage se développa, profitant de la guerre opposant les Français et les Anglais entre Saint-Denis et Paris. La paix revenue, Charles VII traversa le village avant de faire une entrée triomphante dans Paris en 1437, mais c'est au pied de la Croix penchée, que, en 1461, les officiers qui portaient la dépouille de ce roi, réclamèrent, pour poursuivre le chemin, que leur soient remis à chacun dix sols supplémentaires. Le succès de la foire du Lendit apportait à La Chapelle des revenus financiers confortables durant les quinze jours s'écoulant entre la saint Barnabé et la saint Jean, mais, à la fin du Moyen Âge, elle déclina à mesure que le marché des Champeaux se développait. Au milieu du XVe siècle, l'aire d'attraction de la foire se réduisit et elle n'était plus fréquentée que par les marchands en provenance d'Île-de-France, de Picardie, de Champagne, de Normandie, de Bourgogne, des bords de la Loire et du Centre. La cérémonie d'ouverture, lors de laquelle le recteur de l'Université de Paris venait en cortège acquérir les parchemins, très prisés, et autres matériels indispensables, finit au fil des ans par se transformer en cavalcade entraînant de nombreux saccages. La foire fut alors provisoirement transférée à l'intérieur des murs de Saint-Denis en 1444, privant la petite bourgade d'une partie de son activité, et définitivement par Henri II en 1556,.

### De la Renaissance à la Révolution française
En 1498, l'abbaye de Saint-Denis afferma l'administration du village à un représentant chargé de collecter la dîme tandis que le Grand Aumônier de Saint-Denis prélevait les cens et les rentes. Ce dernier avait aussi droit de justice qui s'exerçait dans un bâtiment à gauche de l'église,. Le carcan était installé sur un orme faisant office de poteau de justice en bordure du cimetière alors qu'un gibet et des fourches patibulaires étaient situés plus au nord, en direction de Saint-Denis.

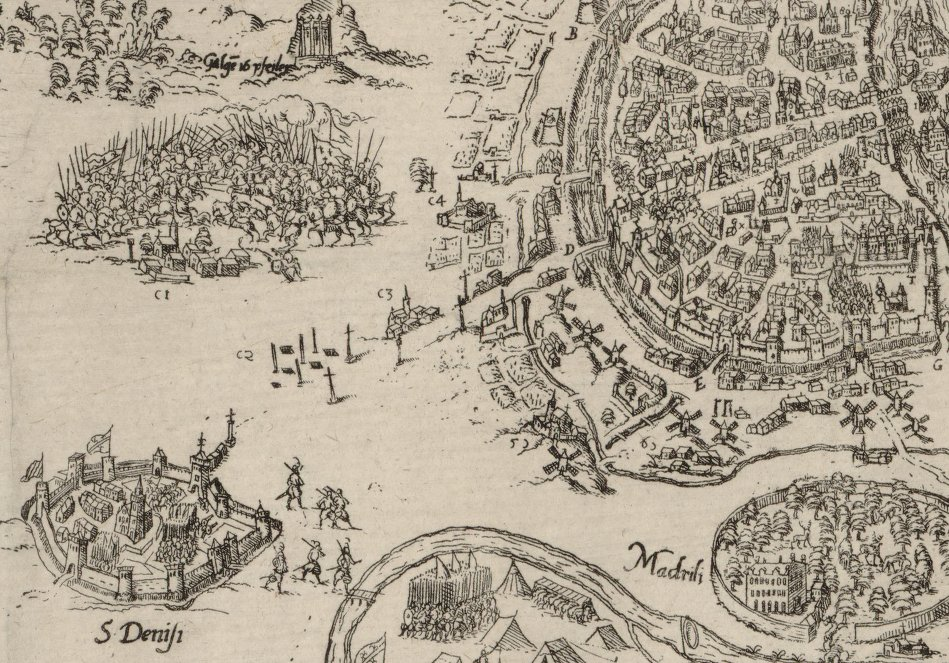
La Chapelle (légende C3) pendant les Guerres de religion, plan de Mathis Zundten, 1565.

En novembre 1567, le village ne fut pas épargné par les guerres de religion et fut au centre de la bataille de Saint-Denis qui vit s'opposer les catholiques et les huguenots et au cours de laquelle le connétable de Montmorency fut mortellement blessé d'une balle dans le dos. Afin de renforcer la défense de Paris tenu par la Ligue, le Conseil de l'Union fit ceinturer le village de la Chapelle d'un mur qui dura plus d'un siècle. Lors du siège de Paris en 1590, les troupes royales d'Henri IV occupèrent le village.

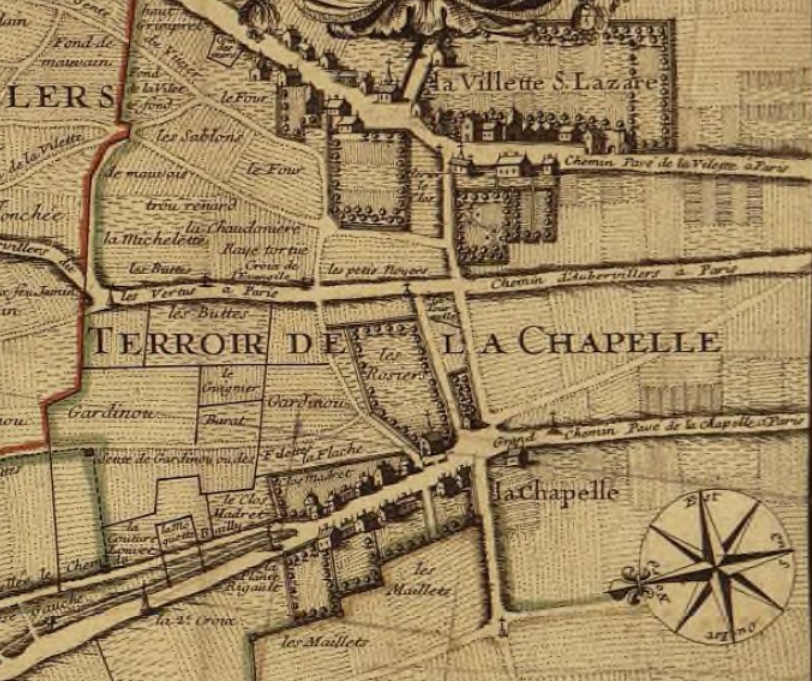
Le terroir de La Chapelle en 1707.

La Chapelle, comme de nombreux villages des environs du Paris assiégés lors de la Fronde, fut désolée par les combats et les pillages et nombre de ses habitants moururent « de maladie, de nécessité, de misère » mais les survivants reconstruisirent la sacristie dès 1664, restaurèrent l'église elle-même en 1670 et poursuivirent le développement et l'extension de leur bourg.
Jusqu'à la Révolution française, le village de La Chapelle était rattaché à la seigneurie de Saint-Denis, propriété de l'abbaye depuis le XVe siècle. Exclusivement rural, il était composé de vignerons et de maraîchers ainsi que de cabaretiers, loueurs de voitures, maréchaux-ferrants ou rouliers installés le long de la route menant de Paris à Saint-Denis. Les guinguettes commencèrent à se développer vers les années 1660, car elles permettaient d'échapper aux fortes taxes qui frappaient le vin à son entrée dans Paris, et virent affluer une clientèle d'ouvriers et de soldats, mais aussi de bourgeois parisiens en quête de promenade dans les « campagnes et les faubourgs »,. Leur nombre ne cessa de croître au cours des siècles. L'un de ces cabaretiers, dont l'enseigne était Le Grand Faucheur, fut institué légataire universel de l'historiographe de Louis XIV, François Eudes de Mézeray, qui s'était épris du village,. Ces tavernes accueillirent les rencontres discrètes de la Fillon et du cardinal Dubois qui permirent de déjouer la Conspiration de Cellamare, mais aussi les tapages de la bande de Cartouche, au sein de laquelle sévissait une native du lieu, la détrousseuse Marie Miou, dite Charlotte La Chapelle,. À la fin du XVIIIe siècle, le bourg détenait même sa propre brigade de maréchaussée pour le maintien de l'ordre et les rondes dans les cabarets et les guinguettes.
Les maisons étaient situées aux abords de l'église et de la maison du bailli, administrateur du village nommé par l'abbaye. Au début du XVIIIe siècle, la seigneurie de La Chapelle comportait quarante-trois lieux-dits. Au cours des XVIIe et XVIIIe siècles, les maisons de campagne s'étaient multipliées aux abords de l'église, notamment celle de Sébastien Slodtz, sculpteur de nombreux monuments de Paris et de Versailles.

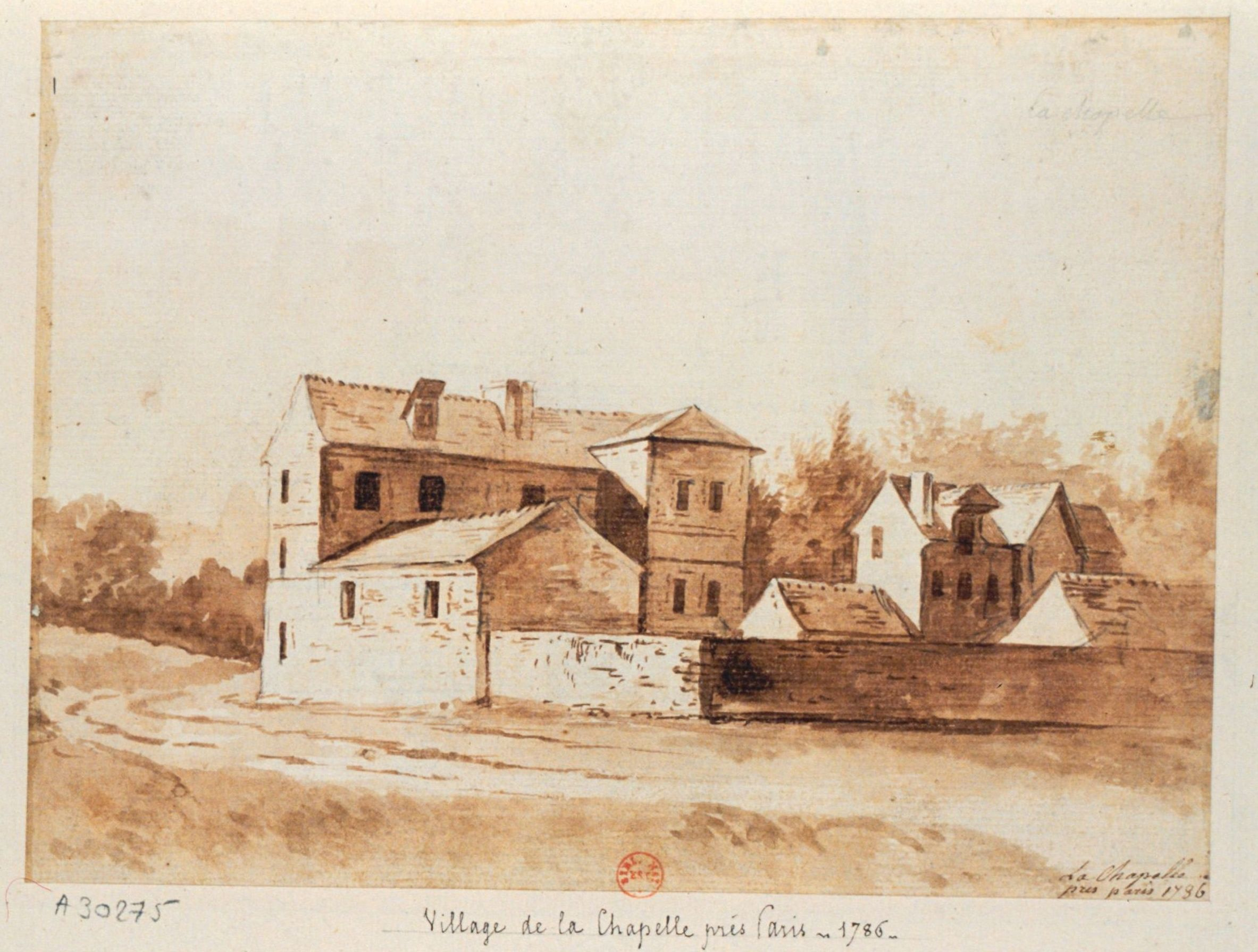
Village de La Chapelle en 1786 montrant des fermes ou maisons de plaisance.
Dessin anonyme.

Dans les années 1720, La Chapelle bénéficia de l'opération de bornage des enceintes et limites de Paris et de ses faubourgs, cette entreprise édilitaire parisienne visant à ne tolérer l'édification que de modestes maisons à boutique et petite porte, non cochère, et avec un seul étage supérieur. L'urbanisation progressive des faubourgs, au-delà des boulevards qui avaient remplacé en 1671 l'enceinte construite par Charles V, reliait, de proche en proche mais sans continuité, le faubourg Saint-Denis à La Chapelle, au moins sur la rue principale. La route vers Saint-Denis fut refaite, alignée et élargie à 65 mètres, l'on construisit un vaste rond-point et l'on conserva deux antiques colonnes de marbre que Suger avait comparées aux colonnes d'Hercule. Mais, en l'absence de trottoir, la grande voie pavée reliant Paris au sud, à la circulation intense, restait malcommode pour les piétons et dangereuse. On remplaça en 1757 l'ancien tympan gothique de l'église Saint-Denys par une façade classique à quatre pilastres à chapiteaux doriques encadrant la porte surmontée d'une corniche, d'un œil-de-bœuf entouré d'une draperie et avec un fronton triangulaire dominé par une croix et orné d'un écusson royal. Les villageois, pour entrer dans Paris, devaient franchir l'une des barrières de la Ferme générale, et en particulier les bureaux de Sainte-Anne, Saint-Denis, Ravinet ou Saint-Martin,. La principale était la majestueuse porte Saint-Denis, arc de triomphe érigé à la gloire de Louis XIV par l'architecte François Blondel.
Même si La Chapelle était la seule agglomération limitrophe de Paris à n'avoir aucune communauté religieuse,, plusieurs congrégations y possédaient des vignes et des vergers,. Vers 1760, autour de la Grande-Rue, on ne trouve guère plus d'une dizaine de rues,. Au sud-ouest du village, sur la butte des Couronnes, étaient érigées cinq moulins à vent, toujours en fonction au moment de la Révolution. Au pied de cette colline, se trouvait le hameau de la Goutte d'Or qui prend son nom du vin produit sur place. En 1788, La Chapelle comptait 148 feux, soit 600  à   800 habitants.

#### La Goutte-d'Or et les moulins de La Chapelle

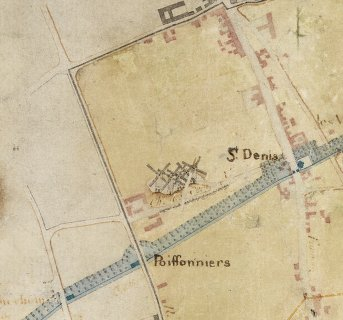
Les cinq moulins de la Goutte d'Or, en 1789.

On retrouve le nom de Goutte d'Or dans un document des Archives nationales de 1474, désignant soit un lieu-dit où l'on cultivait la vigne, soit l'enseigne d'un cabaretier débitant un vin blanc dont le raisin était récolté au même lieu. Ce vin avait, selon la légende, été déclaré, sous le règne de saint Louis, le « roi des vins ». Au Moyen Âge, quatre muids de ce cru étaient offerts au roi le jour anniversaire de son couronnement,.
Vers 1720, un chemin fut ouvert par la congrégation de Saint-Lazare, qui possédait ces terres, afin de relier la rue des Poissonniers au faubourg de Gloire. La butte dite des Couronnes, que l'on pourrait qualifier de Petit Montmartre, est située en son milieu. Selon Anne Lombard-Jourdan, c'est à son sommet qu'aurait été édifiée la basilique mérovingienne de saint Martin,.
Descendant vers l'est en pente douce, elle accueillit, sans doute dès le XVIe siècle, plusieurs moulins à vent, au milieu de quelques vignes au sud-ouest et de champs de pâturage. À partir des années 1750, ils étaient au nombre de cinq, assez proches les uns des autres, le long d'un chemin devenu en 1842 la rue Polonceau : le Moulin des Couronnes, le moulin Goudin,, le Grand Moulin, le Petit Moulin et le Moulin neuf. Devenus moulins à plâtre, ils étaient alimentés par les carrières de gypse créés au sud de la butte ou celles de la butte Montmartre dont l'essor était considérable depuis le XVIIe siècle.
Une propriété appelée « La Goutte d'Or » existait en 1764. Vers 1787, une nitrière artificielle, dite « nitrière des Cinq-Moulins », fut installée sur le versant sud de la butte, comprenant de grands ateliers et hangars. Elle fournit cette année-là plus de six millions de livres de salpêtre à la régie des poudres et salpêtres de l'État. À proximité se développa en 1814 un hameau qui prit pour nom hameau de la Goutte d'Or, autour de l'ancien chemin des frères Lazaristes, rectifié et élargi en 1750, et qui fut nommé chemin du hameau de la Goutte d'Or. Presque inhabité au moment de la Révolution, il commença à se développer en 1824 lorsqu'il fut autorisé de lotir en dehors de l'agglomération,,. La nitrière fut fermée au début du XIXe siècle et les moulins disparurent après la Restauration.
À l'est du hameau de la Goutte d'Or, entre les actuelles rues de la Charbonnière et de Jessaint et le boulevard de la Chapelle avait été créé en 1815 le hameau Saint-Ange, du nom du premier propriétaire du lieu, Trutat de Saint-Ange, qui avait acquis les terrains entre 12 000  à   14 000 francs pour les revendre 214 000 francs, une fois viabilisés. Le hameau n'a laissé son nom qu'à un pont, d'abord de pierre puis métallique, qui enjambe les voies de chemin de fer du Nord sur le boulevard de la Chapelle, construit en 1844-1846. L'intersection entre les rues de la Charbonnière et de Chartres était nommée place Saint-Ange jusqu'en 1877,.
D'autres moulins se dressaient au lieu-dit les Potences, nom déjà mentionné au XVIe siècle, au sud du village, au milieu des champs. Le Moulin de la Tour est sans doute celui auprès duquel jeanne d'Arc se battit en septembre 1429. Ce moulin étant en pierre, le capitaine Guerry, catholique opposé aux Huguenots, en fit, le 12 novembre 1567, un bastion fortifié contre les violents assauts des protestants qui avaient brûlé tous les moulins alentour mais ne purent s'emparer de celui-ci,. C'est aussi vraisemblablement ce moulin que Mademoiselle de Montpensier évoqua lors d'un épisode pittoresque de la Fronde, en 1652, et qui fut le point de départ des combats entre les troupes du frondeur Condé et l'armée royale de Turenne qui tournèrent à l'avantage du premier,,,.
Au XVIIe siècle se trouvaient le Moulin Bleu, le Moulin Yvon et le Moulin de la Maison. Au siècle suivant se dressaient le Moulin Neuf, le Moulin du Poulet-Bleu, le Moulin des Potences et le Moulin des Sureaux. Le mur des Fermiers généraux passant au milieu du lieu-dit, les deux derniers moulins se trouvèrent alors à l'intérieur des murs de Paris.

### Constitution de la commune

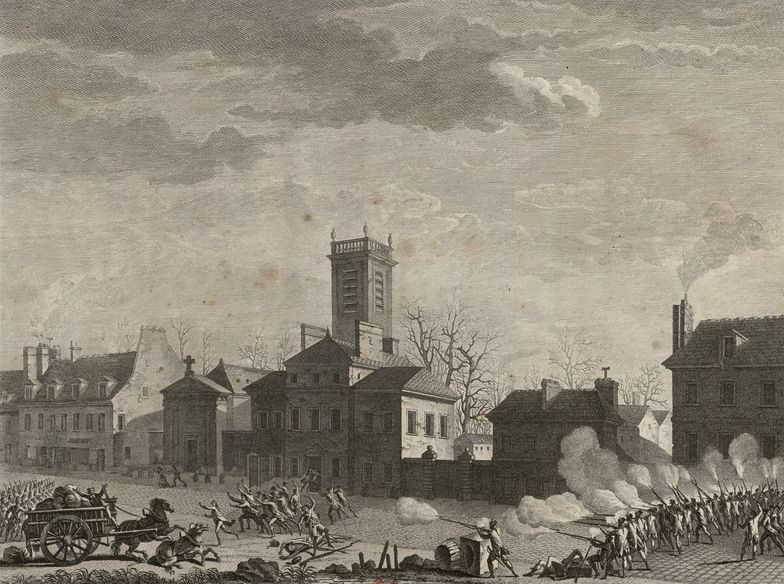
Massacre à La Chapelle, par les chasseurs des barrières en janvier 1791. Estampe de 1802.

La commune de La Chapelle est créée par le décret du 12 novembre 1789 de l'Assemblée nationale constituante, selon lequel « il y aura une municipalité dans chaque ville, bourg, paroisse ou communauté de campagne ». Le 31 juillet 1790, l'Assemblée prend un décret « qui réunit à la municipalité de La Chapelle la partie du faubourg Saint-Denis, à Paris, connu sous le nom de faubourg de Gloire ». Celui-ci correspond à la partie du faubourg Saint-Denis laissée en deçà du mur des Fermiers généraux. Elle comprend le territoire de la Goutte d'Or, ne comportant alors que des moulins et une nitrière. À la constitution de la commune, les documents sur l'histoire de la paroisse disparurent lors de leur transfert vers les Archives nationales.
Les doléances des habitants de La Chapelle, dès 1789, portèrent principalement sur les dégâts commis sur les terres agricoles par le gibier et les chasses royales, : depuis plusieurs siècles, le terroir était fort giboyeux et avait d'ailleurs été le théâtre d'une grande « chasse à l'oiseau », en 1699, organisée à l'attention du corps des ambassadeurs présents en France. Louis XV aimait à se livrer à ses plaisirs cynégétiques et, dès le milieu du XVIIIe siècle, des « remises à gibiers » avaient été aménagées afin d'abriter lièvres, lapins et perdrix. Même si l'organisation communale de La Chapelle était inexistante, elle bénéficia néanmoins, dès 1788, d'une coordination plus tangible, lorsque fut entreprise une campagne de réclamation et de protestation contre les méthodes des Fermiers généraux, sous la houlette du syndic de la paroisse, M. Gautier, aidé d'un avocat ex-employé des Gabelles, un certain Darigrand, dont le mémoire servit à la rédaction des cahiers de doléance de la banlieue parisienne,,. En 1790–1791, les terres et vignes possédées par diverses congrégations religieuses, y compris la cure de la paroisse, furent vendues comme biens nationaux.
Depuis la création de l'enceinte des Fermiers généraux, le village de La Chapelle avait une réputation de centre actif de contrebande, où le sel et le tabac se vendaient en fraude, occasionnant de nombreuses perquisitions, malgré la forte hostilité de la population,.
 Le 24 janvier 1791 eut lieu le Massacre de La Chapelle : après que des habitants eurent été soupçonnés de ne pas respecter les règles de l'octroi, quelques dizaines de chasseurs de barrières, un corps militaire chargé de la surveillance des barrières parisiennes, commandés par M. de Keyssac, firent feu sur un bataillon de la Garde de Paris venue aider le maire de La Chapelle qui sonna le tocsin ; l'incident fit deux morts. Les politiques s'en mêlèrent, Bailly défendait ses troupes et les employés du fisc tandis que La Fayette soutenait la Garde nationale venue rapidement prêter main-forte aux agents de la municipalité ; même les journaux parisiens comme Père Duchesne, de Jacques-René Hébert, le Courrier, d'Antoine-Joseph Gorsas ou les Révolutions de Paris, de Louis-Marie Prudhomme commentèrent l'échauffourée.
Les victimes furent inhumées le lendemain au cimetière situé à l'emplacement de la place de Torcy, derrière l'église Saint-Denys. L'épitaphe des citoyens Jullien, sergent-major, et Auvry, volontaire de la Garde nationale, a été gravée sur une pierre de la Bastille offerte à cette occasion par Pierre-François Palloy. Ce cimetière, le second du village, avait été ouvert vers 1704 pour remplacer le premier, fondé vers 1200, sis face à l'église Saint-Denys, long d'une quarantaine de mètres et débordant sur la Grande-Rue,,,. On y érigea en 1763 la Croix-Cottin qui fut transférée en 1887 sur le parvis de l'église Saint-Pierre de Montmartre.
Le territoire de La Chapelle fut à nouveau dévasté à la suite de l'établissement du Camp sous Paris, qui avait été formé après le 10 août 1792, de Clichy à Montmartre mais qui devint rapidement un foyer d'indiscipline et de turbulence, que l'on qualifia de « ramassis de fainéants et de vauriens qui faisaient émeute sur émeute », difficile à contenir,.

### AuXIXesiècle

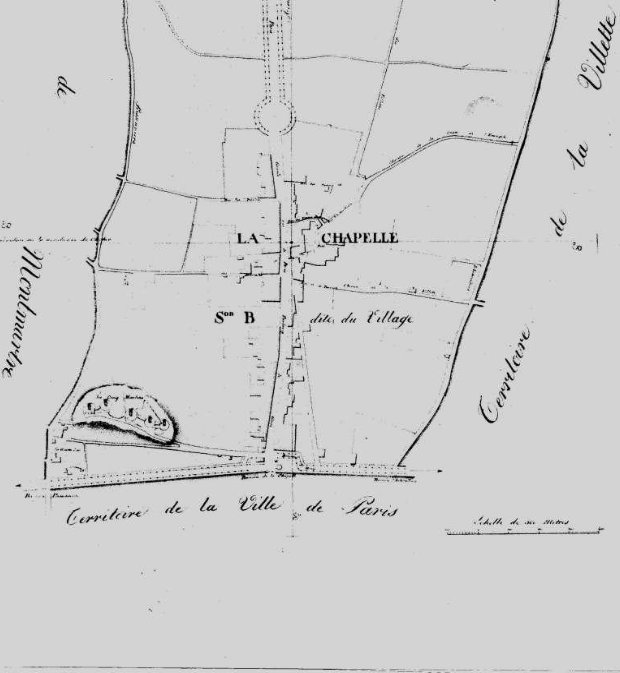
Partie sud de la Chapelle-Saint-Denis en 1814.

Pendant la bataille de Paris en 1814, le village se trouva au cœur des mouvements de troupes, entraînant de sérieuses déprédations de la part des alliés. Les troupes de Gebhard Leberecht von Blücher y campèrent avant leur entrée dans Paris. L'église fut réquisitionnée pour l'entreposage du fourrage et des chevaux de la cavalerie et du train. Plus de huit cents soldats et autant de montures furent ainsi logés dans le bourg, aggravant les dégâts considérables aux cultures sur les champs de bataille.
Entre 1841 et 1844, la capitale fut enserrée par l'enceinte de Thiers. La commune de La Chapelle se trouva coupée en deux. La partie à l'intérieur des murs s'urbanisa rapidement, attirant, grâce aux bas coûts du logement, une population rurale. L'urbanisation fut le résultat de lotissements réalisés par des propriétaires fonciers, comme les familles Cottin ou Trutat de Saint-Ange, ou des spéculateurs qui acquirent des parcelles à vocation principalement agricole jusqu'aux années 1830. Un grand nombre d'auberges et d'hôtelleries continuaient d'occuper la rue principale, certaines guinguettes donnaient à danser, dans d'autres cabarets l'on jouait au billard. L'agriculture, qui, en 1805, représentait 292 hectares sur les 354 que comportait la commune, déclinait rapidement. Les terres, champs et jardins rejetés extra muros se trouvaient en outre séparés de leurs propriétaires ou de leurs exploitants.

#### Révolution industrielle
La révolution industrielle, liée notamment au développement du chemin de fer, modifia profondément La Chapelle et l'ancien hameau de la Goutte d'Or. La ligne de Paris-Nord à Lille fut ouverte en 1846 par la Compagnie des chemins de fer du Nord. La commune était desservie par la gare de Pont-Marcadet. Les élargissements du faisceau de voies consécutifs au développement des chemins de fer séparèrent la commune de La Chapelle en deux parties et créèrent une véritable césure avec le village de Clignancourt, inclus dans la commune de Montmartre. Au nord du centre du village, se développa le dépôt de La Chapelle. La ligne de Paris à Strasbourg ouvrit en 1849 ; les infrastructures de la Compagnie du chemin de fer de Paris à Strasbourg (compagnie des chemins de fer de l'Est après 1854) séparèrent La Chapelle de La Villette. Une jonction entre les deux réseaux fut concédée aux deux compagnies par un décret du 10 décembre 1851. Cette jonction vient doubler la ligne de Petite Ceinture. La première section de cette ligne de chemin de fer fut mise en service des Batignolles à La Chapelle le 11 décembre 1852 et de La Chapelle à Bercy le 25 mars 1854. Plusieurs manufactures ouvrirent sur la commune : la fonderie de Christophe François Calla, les parfumeries de Gellé frères et Violet. Tout comme la commune de Montmartre, celle de La Chapelle vit arriver un flux de plus en plus important d'habitants venus travailler à Paris mais ne pouvant s'y loger faute d'argent. Entre 1836 et 1856, sa population fut multipliée par sept.

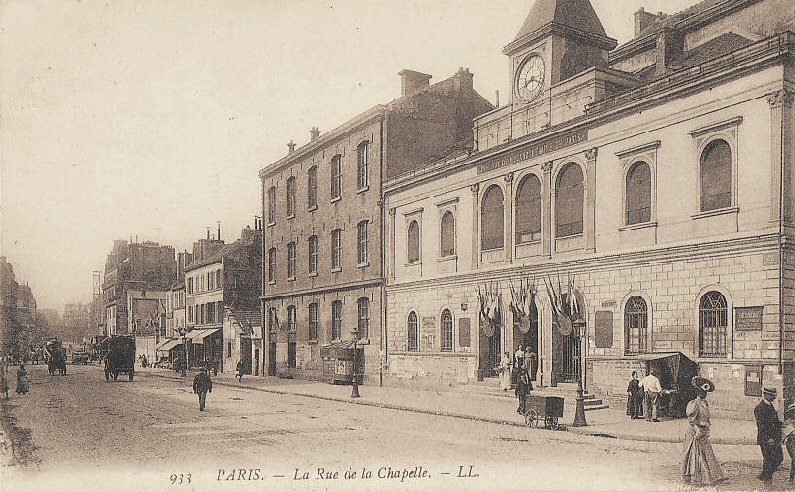
Mairie de La Chapelle, inaugurée en 1845 (carte postale du début du XXe siècle).

En 1843, la municipalité de La Chapelle décida de construire une nouvelle mairie. Inaugurée le 16 février 1845 par le préfet de la Seine, Rambuteau, elle était située à l'emplacement de l'actuel collège Marx-Dormoy et comprenait une justice de paix, des salles d'école et un commissariat de police,,. Un nouveau cimetière, l'actuel cimetière parisien de la Chapelle, fut ouvert en 1850 à l'extérieur de l'enceinte en complément du cimetière Marcadet. Ouvert en 1804 à l'extérieur du bourg, rue Marcadet, pour remplacer l'ancien lieu de sépulture situé place de Torcy en plein cœur du village, ce cimetière se trouva lui-même rattrapé par la croissance démographique et par l'épidémie de choléra de 1849 et fut finalement fermé et désaffecté en 1878. En conséquence de la très forte urbanisation de la Goutte d'Or, il fut décidé d'ériger une deuxième église pour desservir le nouveau quartier. La construction de l'église Saint-Bernard de la Chapelle et d'une cinquième école communale commencèrent en 1858. Ce nouveau lieu de culte, prévu pour être un bâtiment modeste, bénéficia de l'annexion à Paris qui lui offrit un porche et, par un fait curieux, le maire, les conseillers municipaux de l'ancienne commune, de même que le curé et l'architecte, furent représentés sur les chapiteaux des piliers de la nef et du chœur, à la manière médiévale. Le premier temple protestant s'installa durant la seconde moitié du XIXe siècle dans une simple salle à laquelle on adjoignit une école dévolue à ce culte,.
Le petit bourg, qui connut dans les deux premiers tiers du XIXe siècle une croissance démographique importante, passant de 800 habitants dans les premières années du siècle à 40 000 au moment du rattachement à Paris, était animé par un immense marché aux bestiaux qui se tenait à l'emplacement des actuelles rues de la Louisiane, de la Guadeloupe, de la Martinique, de l'Olive et du Canada. En 1854, par exemple, il s'y vendit 124 000 porcs et 110 000 veaux,. Le marché aux vaches, qui faisait déjà la notoriété du village au début du XIIIe siècle, avait traversé les siècles. La Grande-Rue accueillait, quant à elle, un marché à la paille et au fourrage et, chaque 11 juin, se déroulait dans la ville une grande foire aux moutons. Le marché aux bestiaux disparut lors de l'annexion de La Chapelle à Paris, concurrencé par celui de La Villette et laissa place aux rues de la Louisiane, de la Guadeloupe, de la Martinique et du Marché et à l'impasse Bizioux. Des années plus tard, entre 1883 et 1885, Auguste-Joseph Magne construisit à cet emplacement le marché de La Chapelle, inscrit à l'inventaire des monuments historiques en 1981.
En parallèle du développement des compagnies ferroviaires émergeaient de nouveaux commerces : vins et liqueurs, machines à vapeur, imprimerie, produits chimiques, sel et sucre. Mais La Chapelle restait une importante voie de desserte des transports publics : dignes héritières du coche de Paris à Pontoise du XVIIe siècle ou des carrosses réguliers de Paris à Beauvais du XVIIIe siècle, de nouvelles lignes de voitures aux noms pittoresques reliaient la capitale à Saint-Denis : les Coucous, les Favorites, les Célérifères, les Dames réunies, les Dyonisiennes ou les Hirondelles, qui laissèrent la place, vers la fin des années 1850, aux lignes d'omnibus plus prosaïquement nommées K ou J.

### Le partage de la commune de La Chapelle
Sur les conseils du préfet Haussmann et face à l'extension urbaine, Napoléon III décida d'annexer à Paris les territoires situés dans d'autres communes pour leurs parties situées « jusqu'au pied de l'enceinte fortifiée ». Le conseil municipal de La Chapelle, craignant que les droits d'octroi ne favorisent une hausse des prix, s'opposa, en vain, à ce projet. Reconnaissant finalement que, malgré les préjudices risquant d'affecter l'industrie locale, l'annexion répondait à « la splendeur de la capitale et aux idées de grandeur », il tenta alors de promouvoir le principe que les territoires extra muros puissent former une commune nouvelle sous la dénomination de La Chapelle mais la puissance des communes voisines de Saint-Denis et d'Aubervilliers eut raison de ce projet. Il essaya aussi de faire adopter comme siège du nouvel arrondissement municipal la « belle nouvelle mairie », construite quinze ans plus tôt, mais celle-ci perdit au profit de celle de Montmartre, située place des Abbesses et qui devint le siège du nouveau 18e arrondissement de Paris,. Enfin, il obtint du gouvernement certains privilèges concernant les droits d'octroi et d'entrepôt. La loi du 16 juin 1859 relative à l'extension de Paris du mur des Fermiers généraux à l'enceinte de Thiers supprima la commune de La Chapelle et répartit son territoire entre :
- Paris, pour la majeure partie, située en deçà de l'enceinte bastionnée ;
- Saint-Denis[65] ;
- Aubervilliers, pour la partie à l'est du chemin des Fillettes ;
- Saint-Ouen, pour une petite partie comprise entre le chemin des Poissonniers et la ligne de chemin de fer du Nord (après l'élargissement du faisceau de voies, cette partie a été incorporée au milieu du XXe siècle à Saint-Denis)[66].

Les quatre quartiers administratifs du de Paris (dans ses limites de 1929).

La partie annexée à Paris fut rattachée au 18e arrondissement de Paris et répartie entre deux des quatre-vingts quartiers administratifs de Paris : le 71e, dit quartier de la Goutte-d'Or et le 72e, dit quartier de la Chapelle. Après le déclassement de l'enceinte de Thiers en 1919, les territoires rattachés à Saint-Denis et Aubervilliers situés dans la zone non ædificandi des fortifications (« la Zone ») ont été annexés à Paris par les décrets du 27 juillet 1930. Le boulevard périphérique de Paris a par la suite été construit à cet emplacement.
Le village rural, devenu ville de plaisance à la fin du XVIIIe siècle, s'était transformé, dans les années précédant l'annexion, en ville industrielle ; les plaisirs et joies de la campagne avaient disparu, et avec eux les demeures bourgeoises et les jardins, seuls les cabarets et les guinguettes avaient traversé les siècles. L'extension galopante avait créé un tissu urbain continu jusqu'aux anciennes portes de Paris et La Chapelle ne devint plus qu'un quartier de la capitale. L'église Saint-Bernard de la Chapelle, consacrée en 1861, devint le siège de la paroisse, reléguant au rang de simple chapelle l'église autour de laquelle s'était formé le village sur plus de mille cinq cents ans. Le grand marché disparut vers 1870. La gare du Nord, de l'autre côté du boulevard, fut reconstruite en 1863 et l'emprise des voies ferrées s'étendit largement alors qu'au nord, à l'intérieur des fortifications, on créa la ligne de Petite Ceinture et la gare de La Chapelle-Saint-Denis. C'est dans cette dernière qu'arrivait le charbon qui fournissait l'énergie aux forges, usines et ateliers de mécanique d'un quartier entièrement industrialisé qui resta longtemps après l'annexion un des confins de Paris :

« Les faubourgs populeux, Montmartre, La Chapelle, La Villette, viennent y mourir, dans un étalage de misère effroyable. C'est l'ordure humaine, le grouillement d'une population de meurt-de-faim. Des masures effondrées alignent des bouts de ruelles ; du linge sale pend aux fenêtres ; des enfants en guenilles se roulent dans les bourbiers. Seuil épouvantable de Paris, où toutes les boues s'amassent, et sur lequel un étranger s'arrêterait en tremblant. »

— Émile Zola, Aux champs (lire sur Wikisource), « La banlieue », p. 197.

## Vie quotidienne à La Chapelle
Durant tout le Moyen Âge, La Chapelle était un village rural qui s'organisait autour de la route principale menant de Paris à Saint-Denis. Les viticulteurs, les éleveurs et les maraîchers écoulaient leurs marchandises lors des grandes foires annuelles qui rythmaient la vie de la Seigneurie, sous la tutelle de l'abbaye de Saint-Denis.
L'un des principaux commerces de la localité était celui du vin et, dans les années 1720, on dénombrait déjà plus de quinze débits de boisson, disposés tout au long de la Grande-Rue. Le bailli tentait comme il le pouvait de maintenir l'ordre public dont les cabaretiers et leur clientèle partageaient peu les exigences de moralité, mais le village n'en était pas moins animé par les Parisiens, ouvriers et bourgeois, qui envahissaient les cabarets,. Mais ce temps passa avec l'industrialisation et l'édification des fortifications : les abords de l'enceinte des Fermiers généraux devinrent un quartier populeux, laborieux et aux conditions de vie souvent misérables.
Il y avait deux bouchers à la veille de la Révolution, métier d'influence suffisante pour que l'un d'eux fût d'ailleurs le premier maire de la commune en 1790.
Dès le début du XVIIIe siècle, une petite école, de filles et de garçons, était logée au presbytère. Au milieu du siècle suivant, la commune de La Chapelle comprenait deux écoles primaires, cinq écoles particulières et deux pensionnats de jeunes filles.
Si les habitants ne disposaient pas, sous l'Ancien Régime, de l'eau courante, ils possédaient néanmoins des puits creusés dans leur maison et bénéficiaient des services d'un porteur d'eau. L'eau de la Seine ne fut amenée vers le village qu'en 1845, grâce aux nouvelles installations de tuyaux conducteurs. Il fallut attendre l'année 1818 pour que les ruelles de la commune fussent éclairées par des réverbères à huile.
Si l'hygiène et la salubrité des rues étaient douteuses, un privilège des habitants de La Chapelle, qu'ils avaient obtenu de temps immémoriaux, mais dont ils perdirent la gratuité en 1777, leur permettait de récupérer les boues et immondices accumulés dans les voiries de la capitale afin d'enrichir leurs terres en engrais. Ils les entreposaient dans des flaches, fossés immondes de chaque côté des chemins. Ce n'est qu'en 1853 que fut établi un réseau d'égouts.

## Politique et administration
Jusqu'à la Révolution, La Chapelle faisait partie du gouvernement de l'Île-de-France, dépendant de la généralité de Paris. Celle-ci comprenait vingt-deux élections parmi lesquelles celle de Paris, divisée en dix subdélégations dont celle de Saint-Denis au sein de laquelle se classait la paroisse de La Chapelle.
La commune de La Chapelle faisait partie dès sa création du département de la Seine, à l'origine nommé « département de Paris ». Elle fut d'abord intégrée au district de Saint-Denis, renommé district de Franciade, et elle était classée dans le canton de Clichy. En 1800, les districts furent remplacés par des arrondissements et la commune de La Chapelle, à la suite de l'arrêté des Consuls du 25 fructidor an IX, appartint à l’arrondissement de Saint-Denis et se trouva dans le canton de Saint-Denis.
L'administration du village de La Chapelle fut confiée dès le début du XIIIe siècle à un maire exerçant sous la tutelle de la Seigneurie appartenant à l'abbaye de Saint-Denis. Au XVe siècle, cette fonction fut affermée à un habitant qui prélevait les cens et rentes dus à l'Aumône et jouait aussi le rôle d'auxiliaire de justice. Pour l'exercice de la justice, ce bailli était assisté, à l'agrément et à la nomination de l'aumônier de l'abbaye de Saint-Denis, d'un lieutenant de bailliage et d'un procureur fiscal, ainsi que de plusieurs offices, substitut, greffier, notaire, huissier, voyer, etc.. Les bâtiments de l'administration seigneuriale comprenaient les geôles, le pressoir et la grange dîmeresse.
| Début | Identité                          | Qualité               | Commentaire                           |
| ----- | --------------------------------- | --------------------- | ------------------------------------- |
| 1676  | Louis Le Grand                    | Avocat en Parlement   |                                       |
| 1677  | Bénigne Lefébure                  | Avocat en Parlement   |                                       |
| ?     | Avistan Perier                    | Procureur au Châtelet | Mort en 1702                          |
| 1702  | Louis Legent                      | Avocat en Parlement   | Démissionnaire                        |
| 1710  | Denis Le Maistre                  | Procureur au Châtelet | Démissionnaire                        |
| 1719  | Louis de Séronville               | Avocat en Parlement   |                                       |
| 1734  | Jacques-Louis de Séronville       | Avocat en Parlement   | Fils du précédent                     |
| 1773  | Jacques-Antoine Sallé             | Avocat en Parlement   |                                       |
| 1778  | Claude-Théodore Mérelle de Joigny | Avocat en Parlement   | Dernière audience le 21 décembre 1790 |

En vertu de la loi du 14 décembre 1789, la commune de La Chapelle fut administrée par une municipalité composée du maire, de cinq conseillers municipaux et de onze notables élus au scrutin de liste. La mairie a été implantée à plusieurs emplacements. La première assemblée municipale se réunissait à partir de 1790 à l'emplacement actuel du no 14 de la rue de la Chapelle, dans une salle dépendant du presbytère, elle y resta même après la vente de celui-ci, en 1793, comme bien national,. De 1834 à 1845, la deuxième mairie se trouvait au no 11 de la rue du Bon-Puits (actuellement rue de Torcy), dans un bâtiment construit sur une partie du marché aux vaches,,. De 1845 à 1860, la troisième mairie se trouvait à l'angle de l'actuelle rue Marx-Dormoy (nos 55-57) et de la rue Doudeauville, à l'emplacement de l'actuel collège Marx-Dormoy. Après le rattachement de La Chapelle à Paris, cet immeuble accueillit la justice de paix du 18e arrondissement, puis en 1905 l'Institut de mécanothérapie de Paris, avant d'être démoli en 1906,,.
| Période                                  | Période               | Identité                         | Étiquette | Qualité                          |
| ---------------------------------------- | --------------------- | -------------------------------- | --------- | -------------------------------- |
| 1790                                     | 1791                  | Louis Porte-Fin,                 |           | Marchand boucher                 |
| 1794                                     |                       | Pierre-Charles Desmaretz         |           |                                  |
| 1803                                     | 1807                  | N. Trouillet                     |           |                                  |
| 1807                                     | 1814                  | Jean-Louis Boucry                |           |                                  |
| 1815                                     | 1830                  | Baron de Drouard de la Croisette |           |                                  |
| 1830                                     | 1837[réf. nécessaire] | N. Cottin                        |           |                                  |
| 1837                                     | 1845                  | Antoine Pauwels                  |           |                                  |
| 1845                                     | 1848                  | N. Fournier                      |           |                                  |
| 1848                                     | 1848                  | N. Bouttevillain                 |           |                                  |
| 1845                                     | 1848                  | N. Toutain                       |           | Distillateur                     |
| 1848                                     | 1849                  | N. Lavalley                      |           | Commandant de la Garde nationale |
| 1849                                     | 1853                  | Noël Fleury                      |           |                                  |
| 1854                                     | 1856                  | N. de Jarnac                     |           |                                  |
| 1857                                     | 1859                  | Antoine Joseph Hébert            |           |                                  |
| Les données manquantes sont à compléter. |                       |                                  |           |                                  |

## Évolution démographique
| 1793 | 1800 | 1806  | 1821  | 1831  |
| ---- | ---- | ----- | ----- | ----- |
| -    | 800  | 1 537 | 1 492 | 2 440 |

| 1836  | 1841  | 1846   | 1851   | 1856   |
| ----- | ----- | ------ | ------ | ------ |
| 4 177 | 8 664 | 14 398 | 18 700 | 33 355 |

La population de La Chapelle est restée stable durant le XVIIIe siècle : on dénombre 165 feux en 1709,, puis 748 habitants au milieu du siècle et 148 feux, soit environ 700 habitants, à la veille de la Révolution. Elle a augmenté rapidement de 1800 jusqu'à l'annexion de la commune à Paris, passant de 800 à plus de 40 000, malgré la forte diminution de son territoire due à l'emprise des voies ferrées et des installations afférentes au début de la seconde moitié du siècle.

## Culture et patrimoine

### Lieux et monuments notables

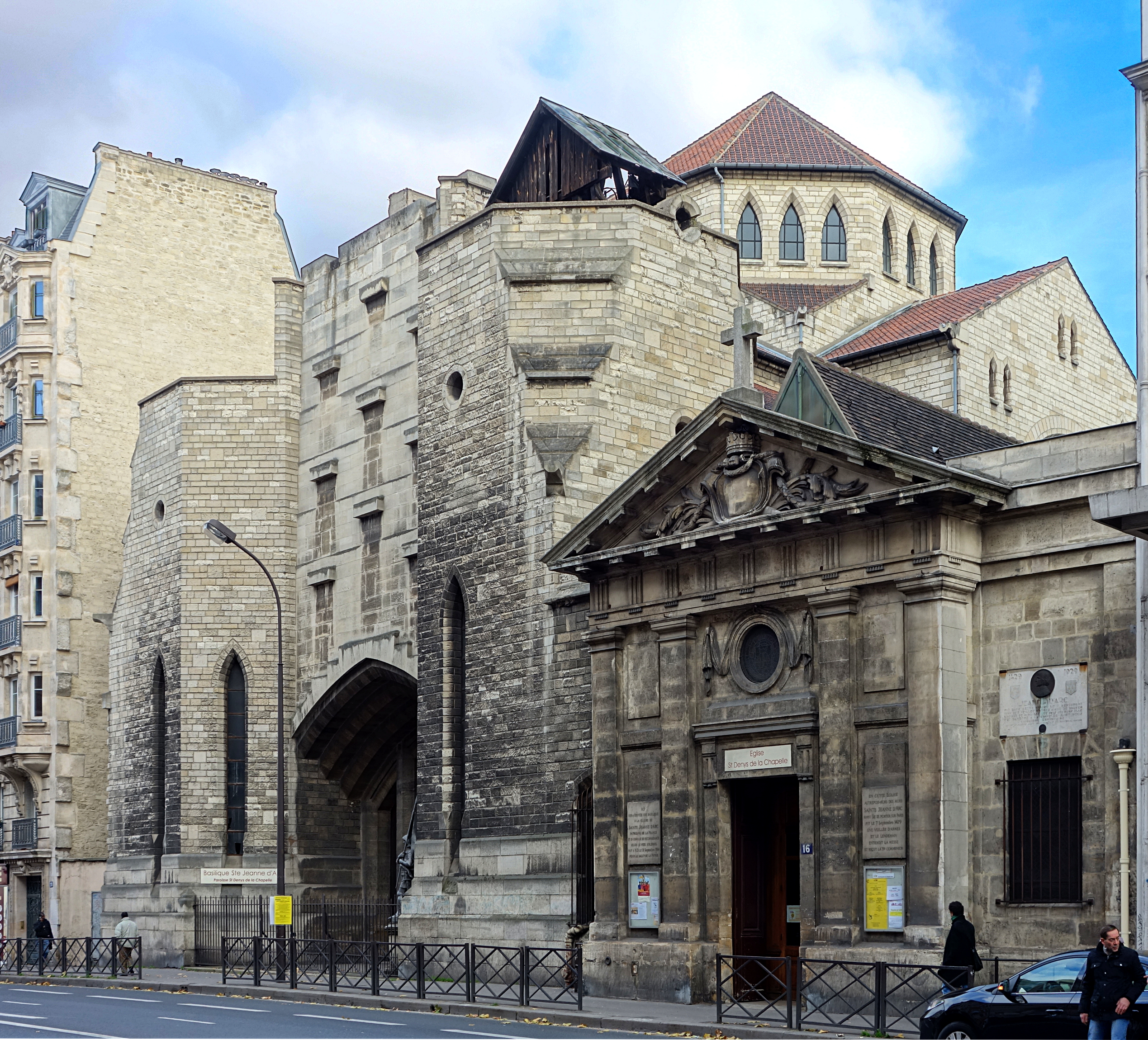
Entrée de l'église Saint-Denys au no 16 de la rue de la Chapelle.

Le territoire de la commune comprend plusieurs lieux et monuments notables dont l'église Saint-Denys de la Chapelle, l'église Saint-Bernard de la Chapelle (inscrit à l'inventaire des monuments historiques depuis le 26 novembre 2012), le dépôt de La Chapelle, l'ancien cimetière Marcadet, le cimetière parisien de la Chapelle et la croix de l'Évangile.
L'habitat a beaucoup évolué depuis le rattachement du village à Paris. Beaucoup de maisons faubouriennes ont été remplacées par des constructions plus hautes. Dans le cadre de son avis sur la demande de démolition du 83bis, rue Philippe-de-Girard, les membres de la Commission du Vieux Paris ont manifesté « leur inquiétude devant le rachat systématique des parcelles basses des quartiers périphériques en vue d’opérations de densification » en signalant que de ce fait « c’est une part de la mémoire des anciens villages de Paris qui s’efface ». Certains immeubles ont toutefois été conservés. Le no 5 rue Myrha est par exemple un bâtiment d'époque Louis-Philippe (1830-1848) que la Commission du Vieux Paris a signalé comme étant « parmi les plus anciens et les plus remarquables » du quartier de la Goutte d'Or.

### La Chapelle et les arts
Émile Zola situe l'action de son roman L'Assommoir dans le quartier de la Goutte d'Or, en décrivant La Chapelle comme un « faubourg de Paris », dont il voulait « peindre […] le milieu empesté ». Si, à cette époque, il s'agit en réalité d'une commune distincte, dont la vie était plus rurale que faubourienne, elle en conserve néanmoins des allures de village mais aux « coins sombres, noirs d’humidité et d’ordure ».

### Habitants célèbres
Comme plusieurs faubourgs parisiens ou bourgades voisines, le village de La Chapelle était un lieu de villégiature pour quelques notables parisiens, dont certains y possédaient une maison de campagne : la famille de Jean de Dormans au XIVe siècle, Robert Danès, échevin de Paris au XVIe siècle, ou les ascendants de Jean-Baptiste Pigalle du XVIe au XVIIIe siècle,,.
- Louise de Marillac (1591-1660), fondatrice avec saint Vincent de Paul des filles de la Charité. Elle habita au coin des actuelles rue Marx-Dormoy (no 2) et place de la Chapelle de 1636 à 1641[80], dans une maison isolée rattachée au faubourg Saint-Denis où se réunissaient les Filles de la Charité[d 44].
- François Eudes de Mézeray (1610-1683), historien et historiographe. Il y est mort dans sa maison de campagne en 1683[81].
- Claude-Emmanuel Luillier, dit Chapelle (1626-1686), homme de lettres. Né dans le village, fils naturel d'un maître des requêtes appelé François Lhuillier, il conserva le nom de son village natal après sa légitimation en 1642[c 4].
- Guillaume Gibert (1749-1820), financier. Le 12 avril 1783, il est nommé notaire au Grand Châtelet chargé du notariat de La Chapelle.
- Philibert-Louis Debucourt (1755-1832), peintre et graveur. Il possédait une maison de campagne héritée de son père, qui y était procureur fiscal sous l'Ancien régime[e 80].
- Louis Jean Plaideux (1768-1827), général de brigade de la Révolution française, mort à Paris, a vécu ses dernières années à La Chapelle.
- Gustave-Hippolyte Roger (1815-1879), ténor, né à La Chapelle.
- Auguste Roedel (1859-1900), illustrateur, affichiste, caricaturiste, aquarelliste et lithographe, né à La Chapelle.

## Voies de la commune de La Chapelle

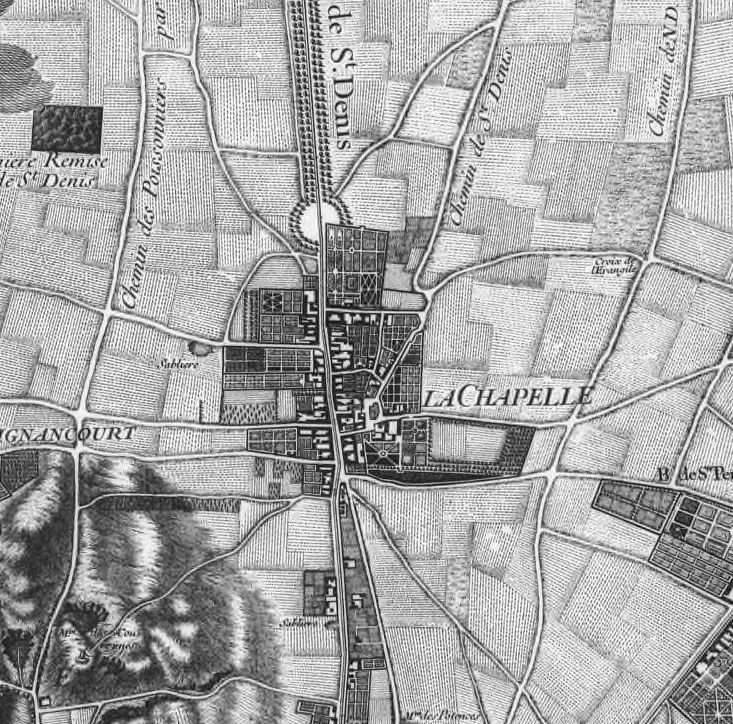
Le village de La Chapelle sur le Plan de Roussel (1730).

La liste dans le tableau ci-dessous recense les voies publiques de la commune de la Chapelle rattachées à la voirie parisienne par un décret du 23 mai 1863, à la suite d'une délibération du conseil municipal de Paris du 6 février de la même année.
Certaines voies de la commune de la Chapelle rattachées en 1863 avaient toutefois été déclarées d'utilité publique peu avant l'annexion et n'ont donc été réalisées qu'après juin 1859.
| Nom en 1863                   | Nom actuel                                                                                      | Commentaires |
| ----------------------------- | ----------------------------------------------------------------------------------------------- | --- |
| Rue d'Alger                   | Rue Affre                                                                                       | Renommée le 24 août 1864. |
| Chemin d'Aubervilliers        | Rue d'Aubervilliers, section entre la rue Riquet et le glacis de l'enceinte de Thiers           | Limite entre les communes de La Chapelle et La Villette. Unie avec la rue des Vertus pour former la rue d'Aubervilliers. |
| Rue d'Aubervilliers           | Rue de l'Évangile, section entre la place de Torcy et la place Hébert                           | Unie avec le chemin de la Croix-de-l'Évangile pour former la rue de l'Évangile le 2 avril 1868. |
| Impasse Bizioux               | Rue du Canada                                                                                   | Renommée en 1877. Prolongée jusqu'à la rue de la Guadeloupe en 1881. |
| Rue du Bon-Puits              | Rue de Torcy                                                                                    | Rue du village se prolongeant par un chemin apparaissant sur le plan de Roussel (1730). La rue continuait à l'origine jusqu'à l'actuelle rue d'Aubervilliers, mais sa partie orientale a été supprimée avec la construction des voies de la compagnie des chemins de fer du Nord. Renommée le 27 février 1867. |
| Rue Boucry                    | Rue Boucry Rue Cugnot                                                                           | Non réalisée au moment de l'annexion car déclarée d'utilité publique en mai 1859. La partie de la rue entre la place Hébert et la rue Cugnot a été incorporée à cette dernière en 1978. |
| Rue Buzelin                   | Rue Buzelin                                                                                     | Ouverture autorisée en 1858. |
| Rue Caplat                    | Rue Caplat                                                                                      | |
| Rue Cavé                      | Rue Cavé                                                                                        | |
| Rue de Chabrol                | Rue Philippe-de-Girard                                                                          | Voie romaine (route de l'étain). Ancien chemin apparaissant sur le plan de Roussel (1730). Unie à une rue du 10e arrondissement pour former la rue Philippe-de-Girard le 2 octobre 1865. |
| Boulevard de la Chapelle      | Boulevard de la Chapelle, section entre la Rue Marx-Dormoy et le boulevard Barbès               | Absorbe le boulevard des Vertus et d'autres voies du 10e arrondissement le 30 décembre 1864. |
| Rue de la Charbonnière        | Rue de la Charbonnière                                                                          | Du nom d'un lieu-dit. |
| Rue de Chartres               | Rue de Chartres                                                                                 | |
| Rue des Cinq-Moulins          | Rue Stephenson, section entre la rue de Jessaint et la rue Doudeauville                         | Renommée le 27 février 1867. Prolongée jusqu'à la rue Ordener en 1863-1892. |
| Rue de Constantine            | Rue Myrha, section entre la rue Stephenson et la rue des Poissonniers                           | Unie à la rue Myrha, ancienne voie de la commune de Montmartre, le 2 avril 1868. |
| Rue des Couronnes             | Rue Polonceau                                                                                   | Renommée le 24 août 1864. Anciennement partie du chemin et rue des Cinq-Moulins, puis chemin des Couronnes. |
| Rue de la Croix-de-l'Évangile | Rue de l'Évangile, section entre la place Hébert et la rue d'Aubervilliers                      | Unie avec la rue d'Aubervilliers pour former la rue de l'Évangile le 2 avril 1868. |
| Ruelle du Curé                | Impasse du Curé                                                                                 | Devenue une impasse avec la construction des voies de la compagnie des chemins de fer du Nord. |
| Rue du Département            | Rue du Département, section entre la rue d'Aubervilliers et la rue Marx-Dormoy                  | Unie à une rue de l'ancienne commune de La Villette. |
| Rue Doudeauville              | Rue Doudeauville, section entre la rue Marx-Dormoy et la rue des Poissonniers                   | Unie en 1873 à la rue Charles-Henri, voie de l'ancienne commune de Montmartre. |
| Place de l'Église             | Rues Saint-Mathieu, Saint-Bruno et Saint-Luc                                                    | Aménagée au moment de la construction de l'église Saint-Bernard de la Chapelle. |
| Rue Ernestine                 | Rue Ernestine, section entre la rue Doudeauville et la rue Marcadet                             | Prolongée jusqu'à la rue Ordener le 20 juillet 1868. |
| Rue de l'Est                  | Rue Cugnot entre la rue Riquet et la rue Boucry (au nord de la rue Marc-Séguin)                 | Renommée le 24 août 1864. La partie entre la rue Riquet et la rue de Torcy a été supprimée en 1931 lors de l'élargissement du faisceau de voies de la compagnie des chemins de fer de l'Est. |
| Rue des Fillettes             | Rue des Fillettes                                                                               | Anciennement chemin des Fillettes, ou chemin de Saint-Denis sur le plan de Roussel (1730). Elle menait jusqu'à la commune d'Aubervilliers, où elle subsiste encore aujourd'hui : elle sépare cette commune de celle de Saint-Denis. La voie est coupée en deux par l'enceinte de Thiers et la partie au nord des fortifications a été annexée en 1859 par les communes de Saint-Denis et Aubervilliers. La partie au nord de l'actuelle rue Tristan-Tzara a disparu lors de l'aménagement des voies de marchandises de la compagnie des chemins de fer du Nord. |
| Rue Fleury                    | Rue Fleury                                                                                      | |
| Rue des Francs-Bourgeois      | Rue Marc-Séguin, section entre la rue de la Chapelle et la rue de l'Évangile                    | Rue ancienne apparaissant sur le plan de Roussel (1730). Réunie à la rue Robert pour former la rue Marc-Séguin en 1894. |
| Rue des Gardes                | Rue des Gardes, section entre la rue Polonceau et la rue Myrha                                  | Unie à la rue Saint-Charles le 2 avril 1868. |
| Rue de la Goutte-d'Or         | Rue de la Goutte-d'Or                                                                           | Ancien chemin menant au hameau de la Goutte-d'Or apparaissant sur le plan de Roussel (1730). |
| Grande-Rue                    | Rue de la Chapelle rue Marx-Dormoy                                                              | Estrée, route de Paris à Saint-Denis, axe central du village. Voie romaine. Chemin apparaissant sur le plan de Roussel (1730). Renommée rue de la Chapelle le 26 février 1867 ; la partie sud a été renommée rue Marx-Dormoy en 1945. |
| Rue du Gué                    | Impasse du Gué                                                                                  | Ancien chemin apparaissant sur le plan de Roussel (1730). Devenue une impasse avec la construction des voies de la compagnie des chemins de fer du Nord. |
| Place Hébert                  | Place Hébert                                                                                    | Non réalisée au moment de l'annexion car déclarée d'utilité publique en mai 1859. Du nom d'un ancien maire de La Chapelle. |
| Rue Jean-Robert               | Rue Jean-Robert                                                                                 | |
| Place de Jessaint             | Place de la Chapelle                                                                            | Devant la barrière du même nom. Renommée le 30 décembre 1864. |
| Rue de Jessaint               | Rue de Jessaint                                                                                 | Ancien chemin menant au hameau de la Goutte-d'Or apparaissant sur le plan de Roussel (1730). Nommée en 1824. |
| Passage Lecante               | Rue Erckmann-Chatrian Rue Richomme, section entre la rue des Gardes et la rue Erckmann-Chatrian | Renommée rue Richomme le 24 août 1864 ; la partie sud est renommée rue Erckmann-Chatrian en 1904 |
| Rue Léon                      | Rue Léon, section entre la rue Cavé et la rue d'Oran                                            | Prolongée jusqu'à la rue Marcadet en 1906 et la rue Ordener en 1925. |
| Rue Marcadet                  | Rue Marcadet, section entre la place Paul-Éluard et la rue des Poissonniers                     | Partie de l'ancien Chemin des Bœufs (route de La Chapelle à Clichy) apparaissant sur le plan de Roussel (1730). Son nom provient d'un nom d'un lieu-dit la Mercade (du latin marcadus) situé près de l'église Saint-Denys de la Chapelle et où se tenait la foire du Lendit,. |
| Place du Marché               | Place de Torcy                                                                                  | Anciennement place du Bon-Puits ; place du Cimetière après 1704 ; place du Marché après le transfert du cimetière au début du XIXe siècle. La place apparaît sur le plan de Roussel (1730). Renommée le 27 février 1867. |
| Rue du Marché                 | Rue de l'Olive                                                                                  | Rue L'Olive après 1875, puis rue de l'Olive depuis 2011. |
| Rue Martin                    | Rue Caillié                                                                                     | Anciennement impasse Martin. Incorporée à la voirie parisienne en 1866. Renommée en 1879. |
| Rue Mazagran                  | Rue de Laghouat                                                                                 | Renommée le 24 août 1864. |
| Rue Militaire                 | Boulevard Ney, section entre la rue de la Chapelle et la rue des Poissonniers                   | Section de la rue Militaire. Renommée le 2 mars 1864. |
| Rue Neuve-du-Bon-Puits        | Rue Pajol, section entre la rue Riquet et la place Hébert                                       | Non réalisée au moment de l'annexion car déclarée d'utilité publique en mai 1859. Unie avec la rue de Strasbourg et la rue Neuve-de-Strasbourg le 2 octobre 1865 pour former la rue Pajol. |
| Rue Neuve-de-la Goutte-d'Or   | Rue des Islettes                                                                                | Renommée en 1877. |
| Rue Neuve-de-Strasbourg       | Rue Pajol, section entre la place de la Chapelle et la rue Philippe-de-Girard                   | Unie avec la rue Neuve-du-Bon-Puits et la rue de Strasbourg le 2 octobre 1865 pour former la rue Pajol. |
| Rue d'Oran                    | Rue d'Oran                                                                                      | |
| Rue des Poiriers              | Impasse de la Chapelle                                                                          | Ancien chemin prolongé sur la commune de Montmartre par le chemin de la Charbonnière (actuelle rue du Simplon) jusqu'au chemin de la Procession (rue du Mont-Cenis). Elle apparaît sur le plan de Roussel (1730). Devenue une impasse lors de l'élargissement du faisceau des voies de la compagnie des chemins de fer du Nord qu'elle franchissait à l'origine par un pont. Renommée en 1873. |
| Chemin des Poissonniers       | Rue des Poissonniers, section entre la rue Marcadet et le boulevard Ney                         | Chemin des Poissonniers, route historique entre Paris et les côtes du nord de la France. Limite entre les communes de La Chapelle et Montmartre. |
| Rue des Poissonniers          | Rue des Poissonniers, section entre le boulevard de Rochechouart et la rue Marcadet             | Élément du chemin des Poissonniers. Limite entre les communes de La Chapelle et Montmartre. La partie sud, qui se connectait dans Paris avec la rue du Faubourg-Poissonnière, a été absorbée par le boulevard Barbès en 1863. |
| Rue du Pré-Maudit             | Rue du Pré                                                                                      | La partie orientale a disparu lors de l'aménagement des voies de marchandises de la compagnie des chemins de fer du Nord. Renommée en 1920. |
| Rue Robert                    | Rue Marc-Séguin, section entre la rue Pajol et la rue de l'Évangile                             | Le prolongement jusqu'à la rue Cugnot est déclarée d'utilité publique le 2 juillet 1864. Réunie à la rue des Francs-Bourgeois pour former la rue Marc-Séguin en 1894. |
| Rue des Rosiers               | Rue des Roses                                                                                   | Rue ancienne apparaissant sur le plan de Roussel (1730). Anciennement rue des Orfèvres sur le plan de Beausire (1724-1729). Renommée le 26 février 1867. |
| Rue Saint-Charles             | Rue des Gardes, section entre la rue de la Goutte-d'Or et la rue Polonceau                      | Unie à la rue des Gardes le 2 avril 1868. |
| Rue de Strasbourg             | Rue Pajol, section entre la rue du Département et la rue Riquet                                 | Unie avec la rue Neuve-du-Bon-Puits et la rue Neuve-de-Strasbourg le 2 octobre 1865 pour former la rue Pajol. |
| Rue de la Tournelle           | Rue Riquet, section entre la rue d'Aubervilliers et la rue Marx-Dormoy                          | Rue et chemin anciens apparaissant sur le plan de Roussel (1730). Réunie le 2 octobre 1865 à deux autres voies de l'ancienne commune de La Villette pour former la rue Riquet. |
| Rue de Valence                | Rue Saint-Bruno, section entre la rue Stephenson et la Rue Affre                                | Renommée le 20 septembre 1869. |
| Boulevard des Vertus          | Boulevard de la Chapelle, section entre la rue d'Aubervilliers et la rue de la Chapelle         | Absorbé, avec d'autres voies du 10e arrondissement, par le boulevard de la Chapelle le 30 décembre 1864. |
| Rue des Vertus                | Rue d'Aubervilliers, section entre le boulevard de la Chapelle et la rue Riquet                 | Limite entre les communes de La Chapelle et La Villette. Unie avec le chemin d'Aubervilliers pour former la rue d'Aubervilliers. |
| Rue de la Vierge              | Rue de la Madone                                                                                | Rue ancienne apparaissant sur le plan de Roussel (1730). Ruelle Notre-Dame en 1704, puis rue de la Vierge en 1834. Renommée le 26 février 1867. |